# Georg Hoefnagel
Georg Hoefnagel vagy másképp Joris Hoefnagel, magyar vonatkozása alapján gyakran csak Hoefnagel mester (Antwerpen, 1542 – Bécs, 1601. július 24.) flamand festőművész és miniatúrista.

## Pályafutása
Egyetemi éveit Franciaországban töltötte, majd édesapja ékszer- és kárpitkereskedésének munkatársa lett. Az itt töltött évei alatt hosszabb utazásokat tett a kor Angliájában és Spanyolországában, ahol is a különböző városokról készített látképeit, az 1571-től megjelenő Civitates Orbis Terrarum-ban folyamatosan publikálták is. Miután a spanyolok 1576-ban megszállták szülővárosát és akkori tartózkodási helyét, Antwerpent, így először Frankfurtba, majd Itáliába utazott. Karel van Mander szerint ekkor a római bíboros, Alessandro Farnese is udvari festőjének szerette volna. Ezt követő éveiben dolgozott többek között Münchenben V. Albert bajor hercegnek, majd Bécsben Rudolf magyar királynak is. Így, 1591-től bejárta a középkori Magyarország nagy részét, és számos metszetet és miniatúrát készített a korabeli városokról és várakról. Látképei művészi alkotások, és a kor szokásai szerint a valósággal gyakran csak távoli viszonyban állnak.

## Galéria

### Magyar témájú metszetek

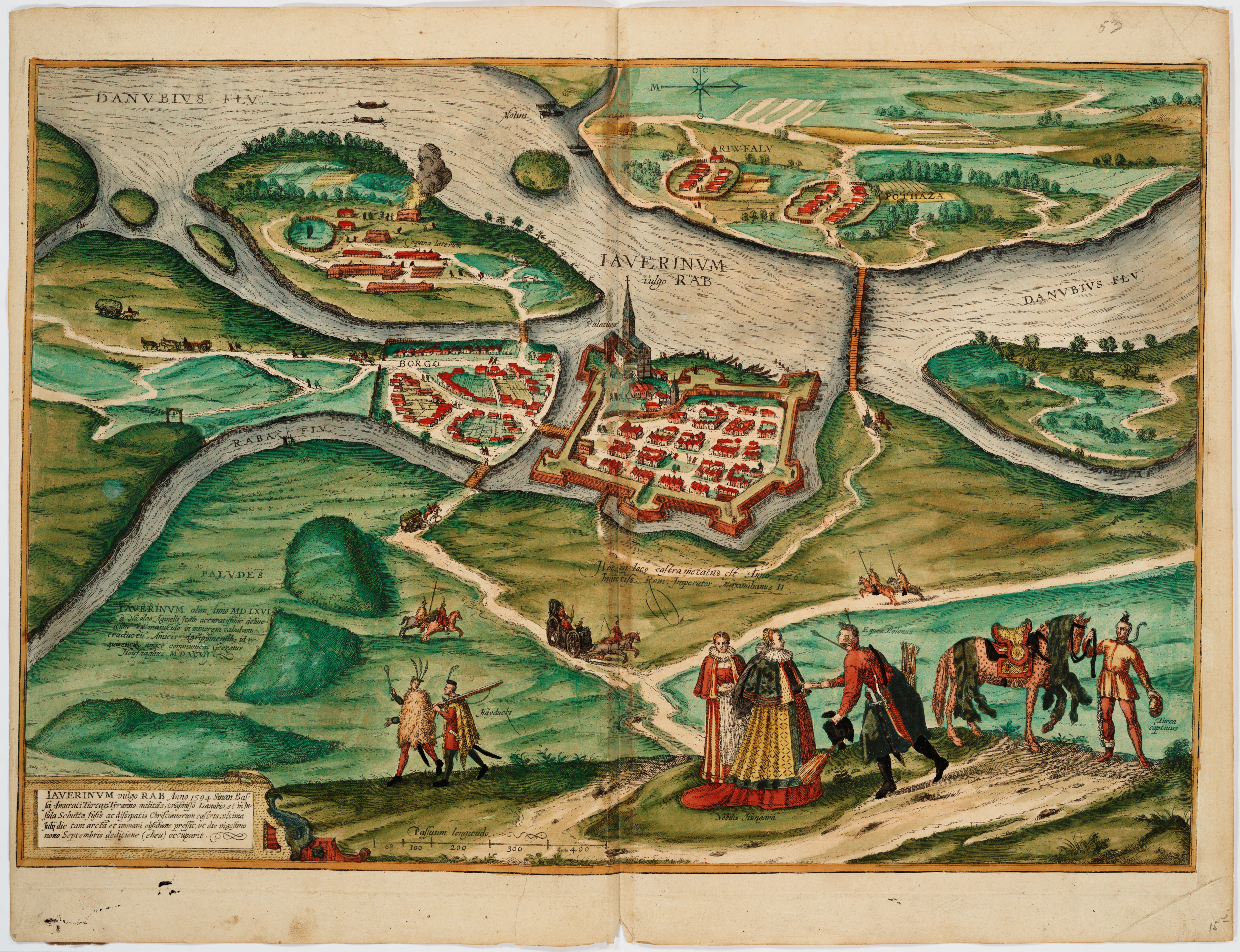
Győr (1594)
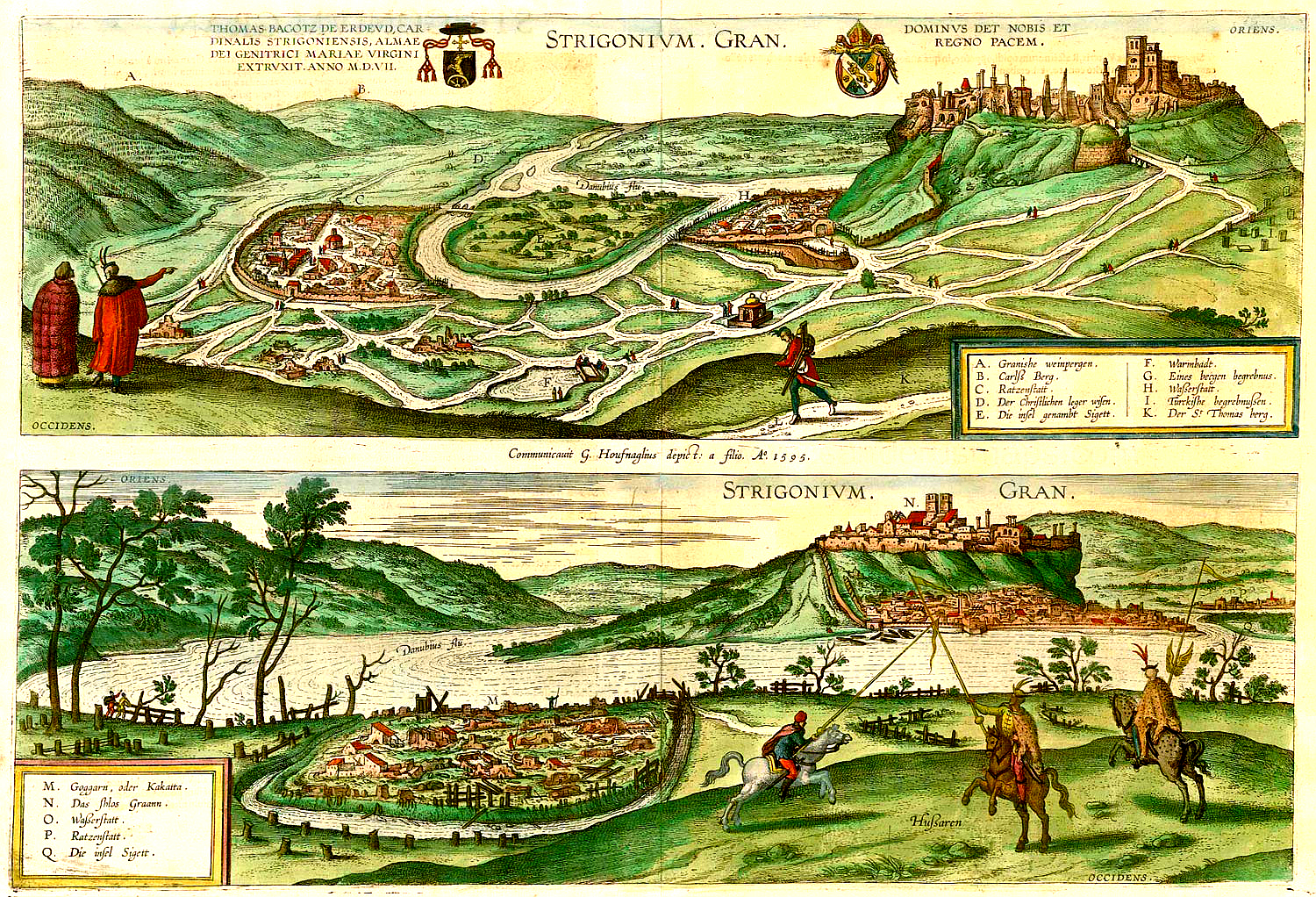
Esztergom (1595)
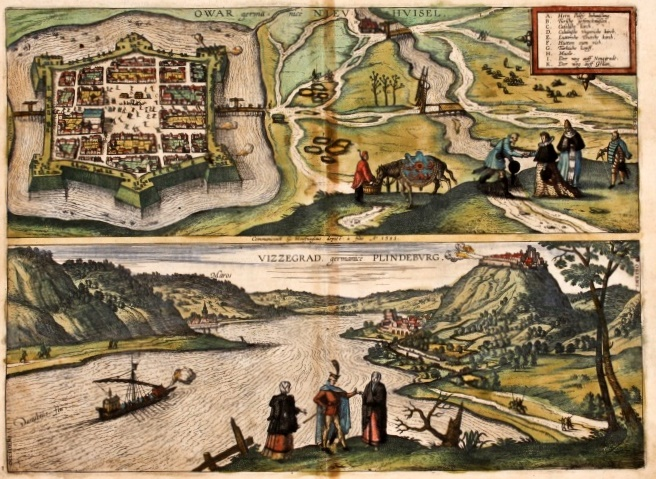
Visegrád (1595)
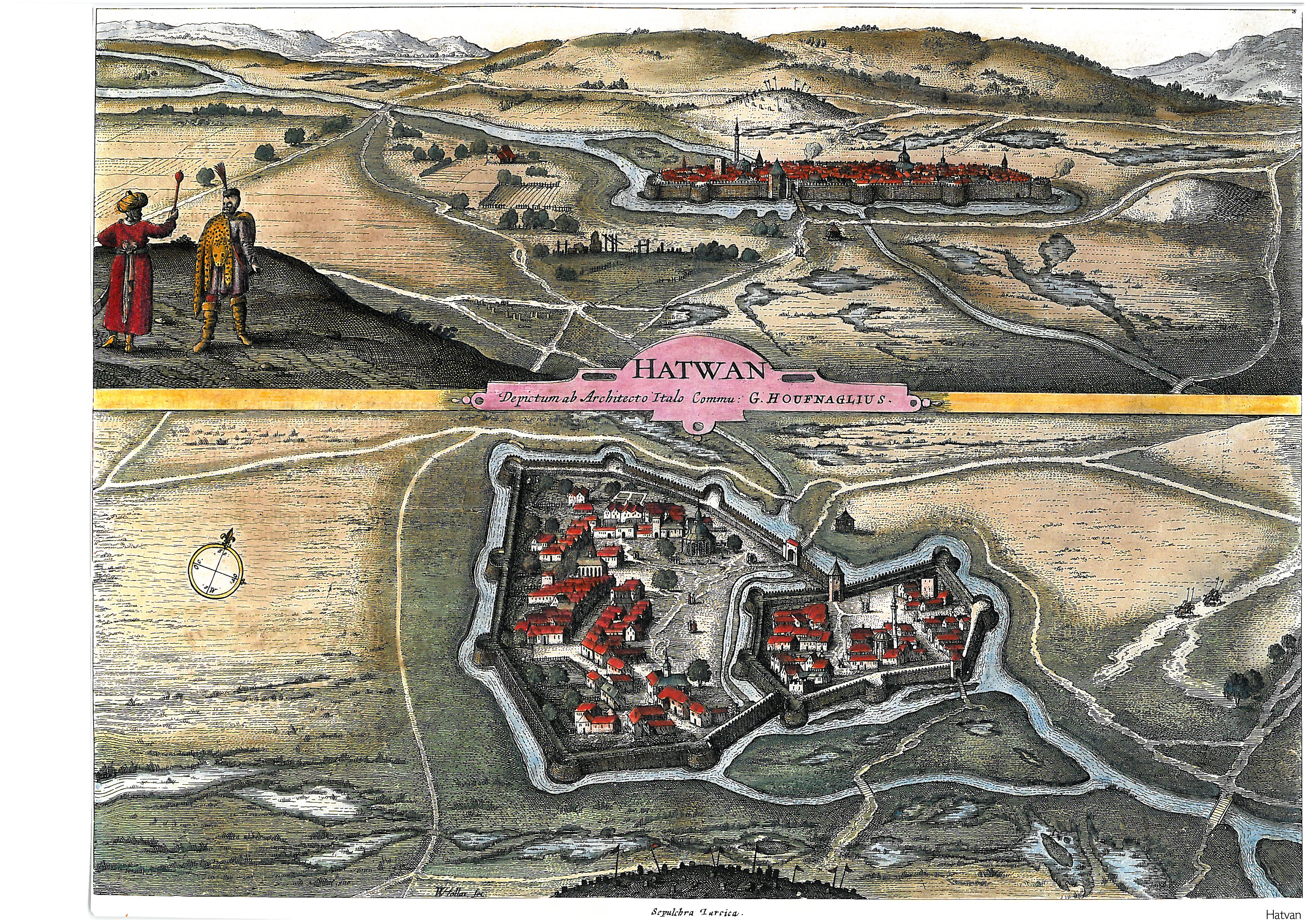
Hatvan (1595)
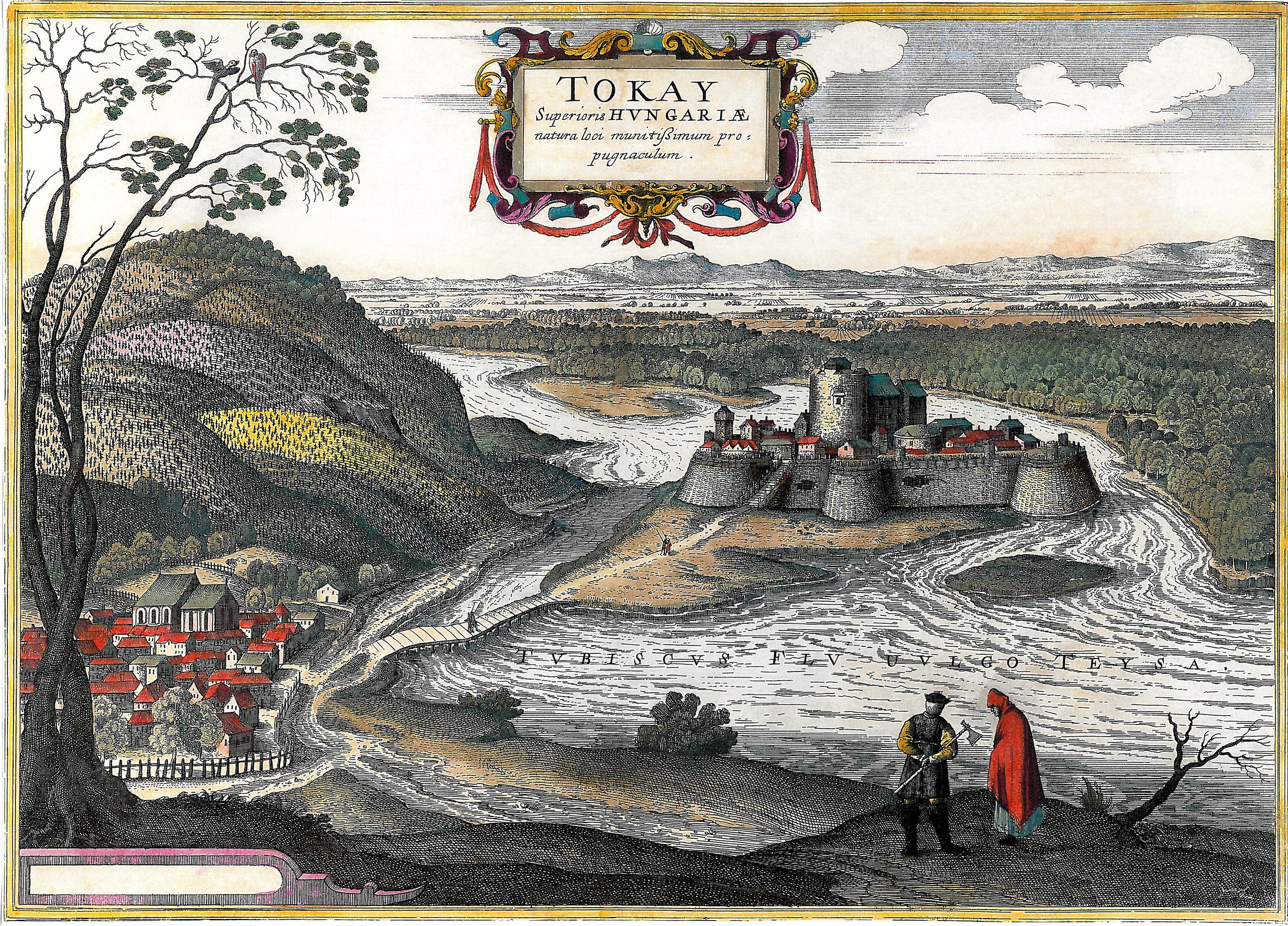
Tokaj (1595)
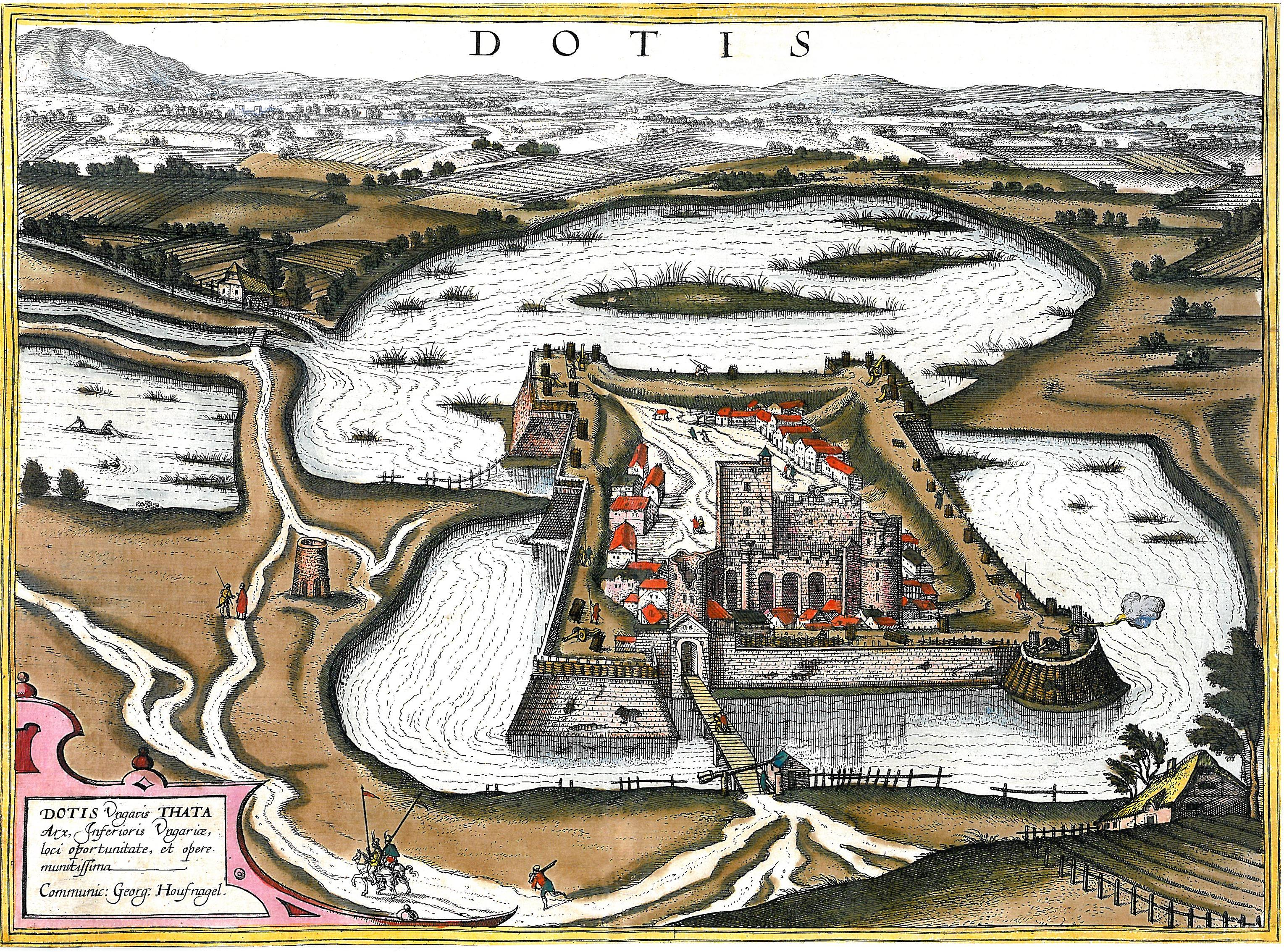
Tata (1600)
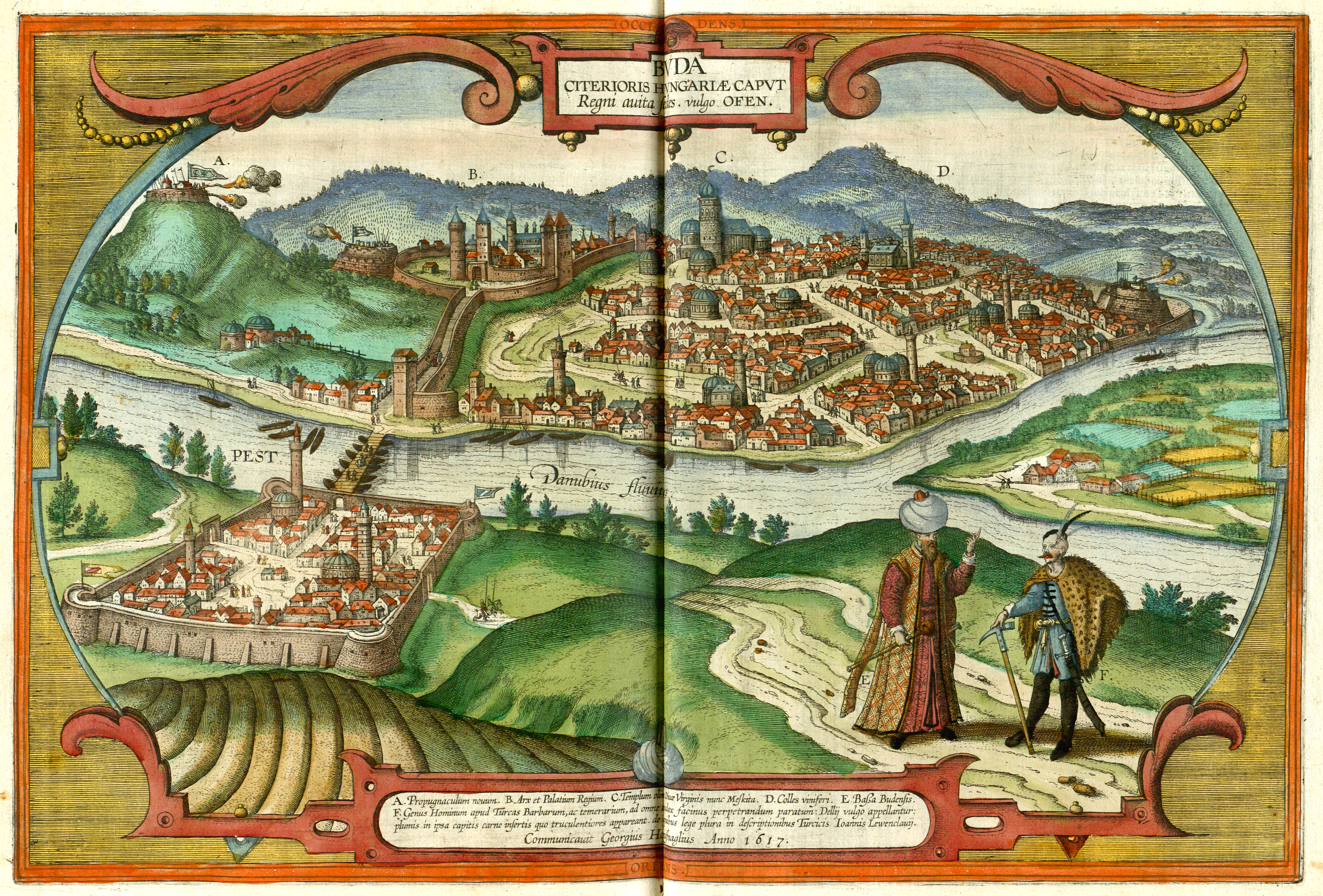
Buda és Pest (1617)
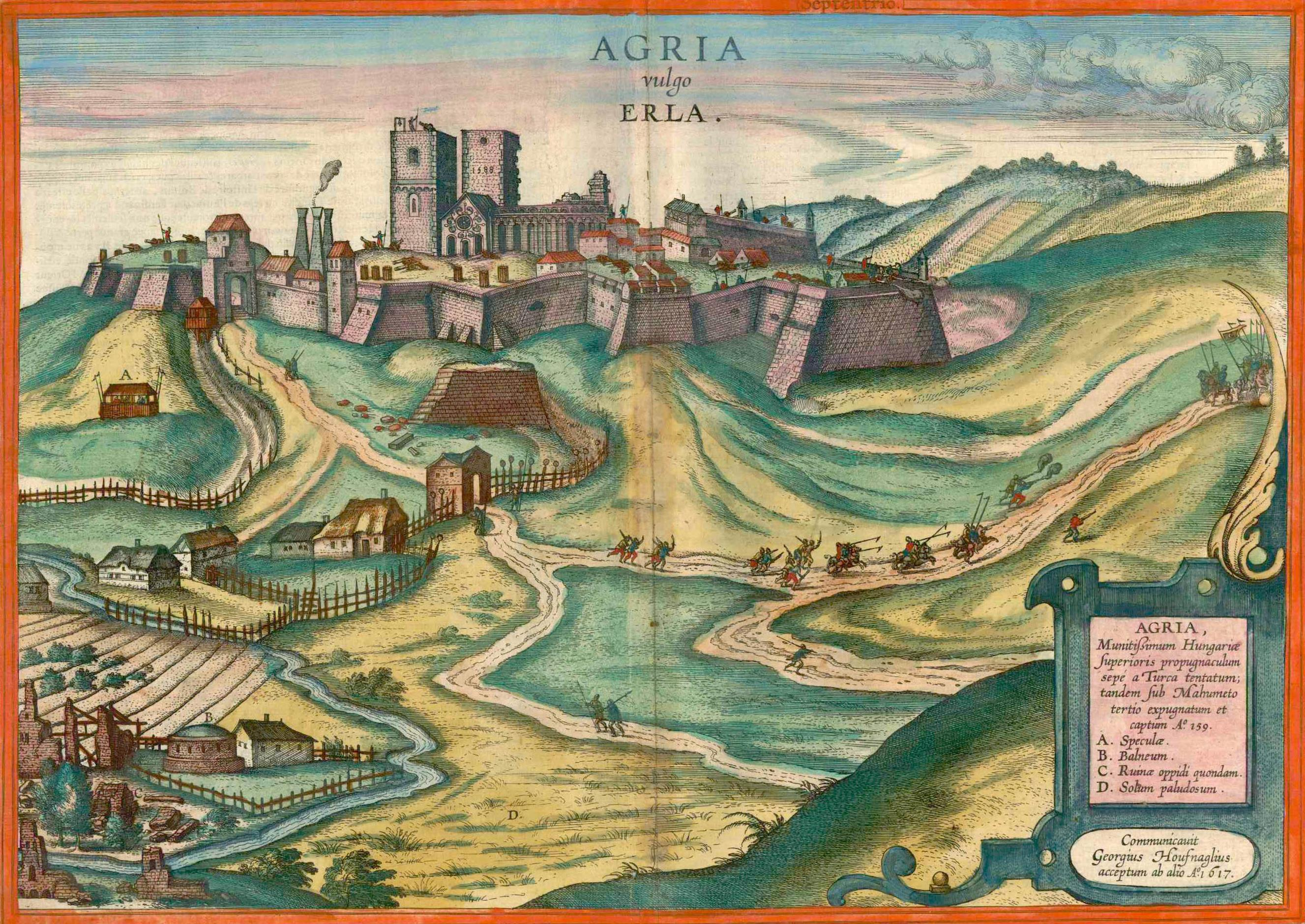
Eger (1617)
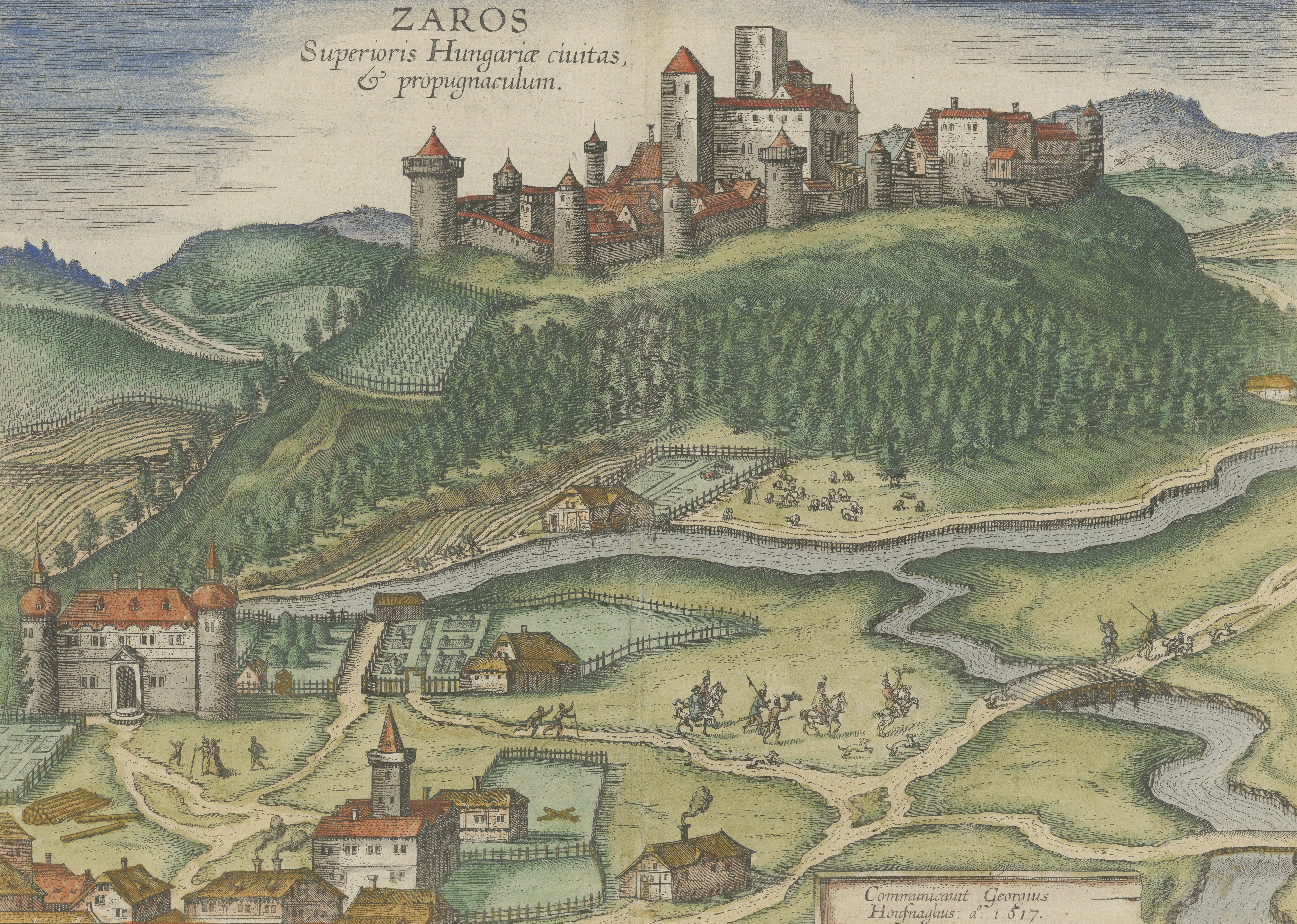
Nagysáros (1617)
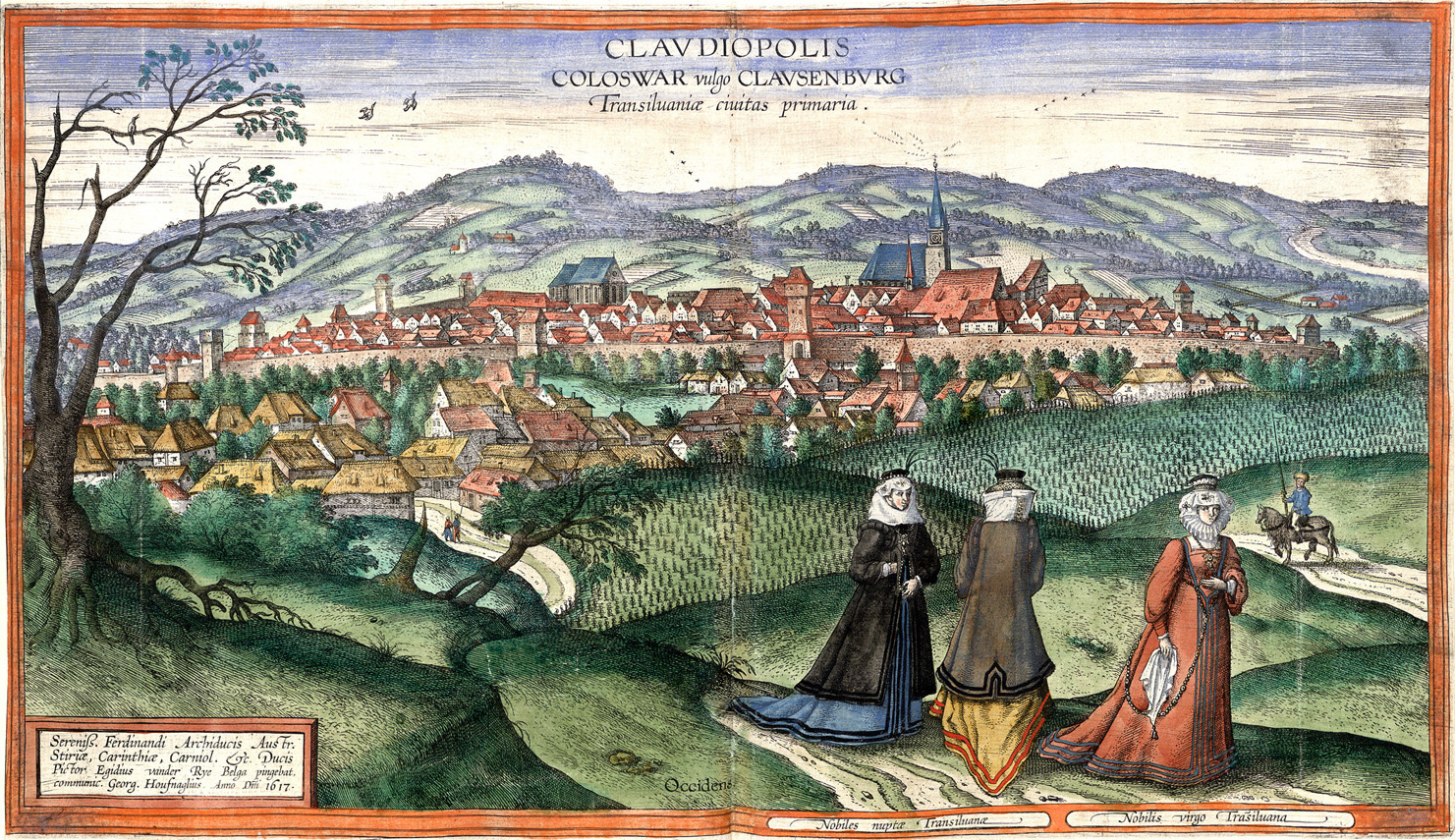
Kolozsvár (1617)
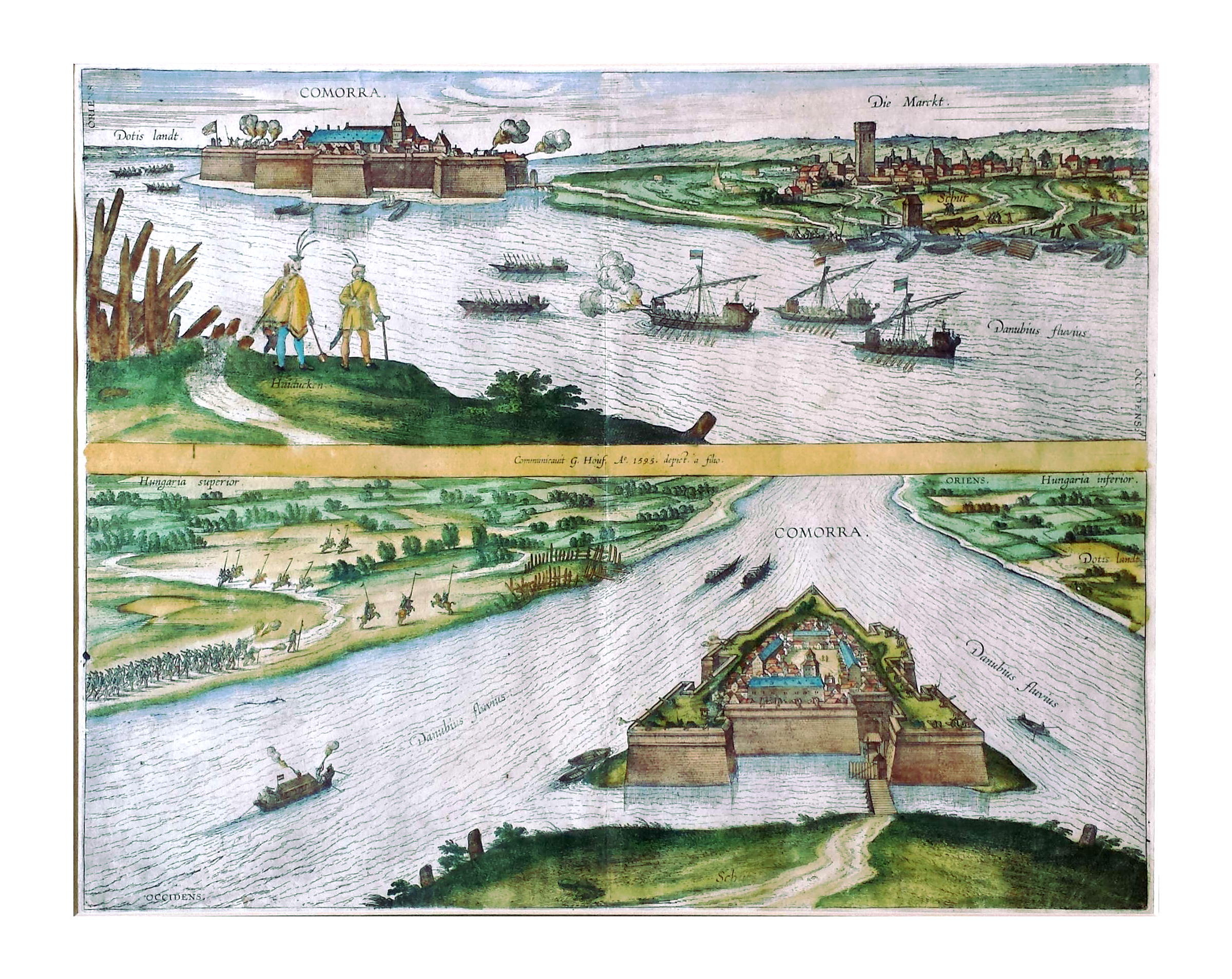
Komárom (1617)
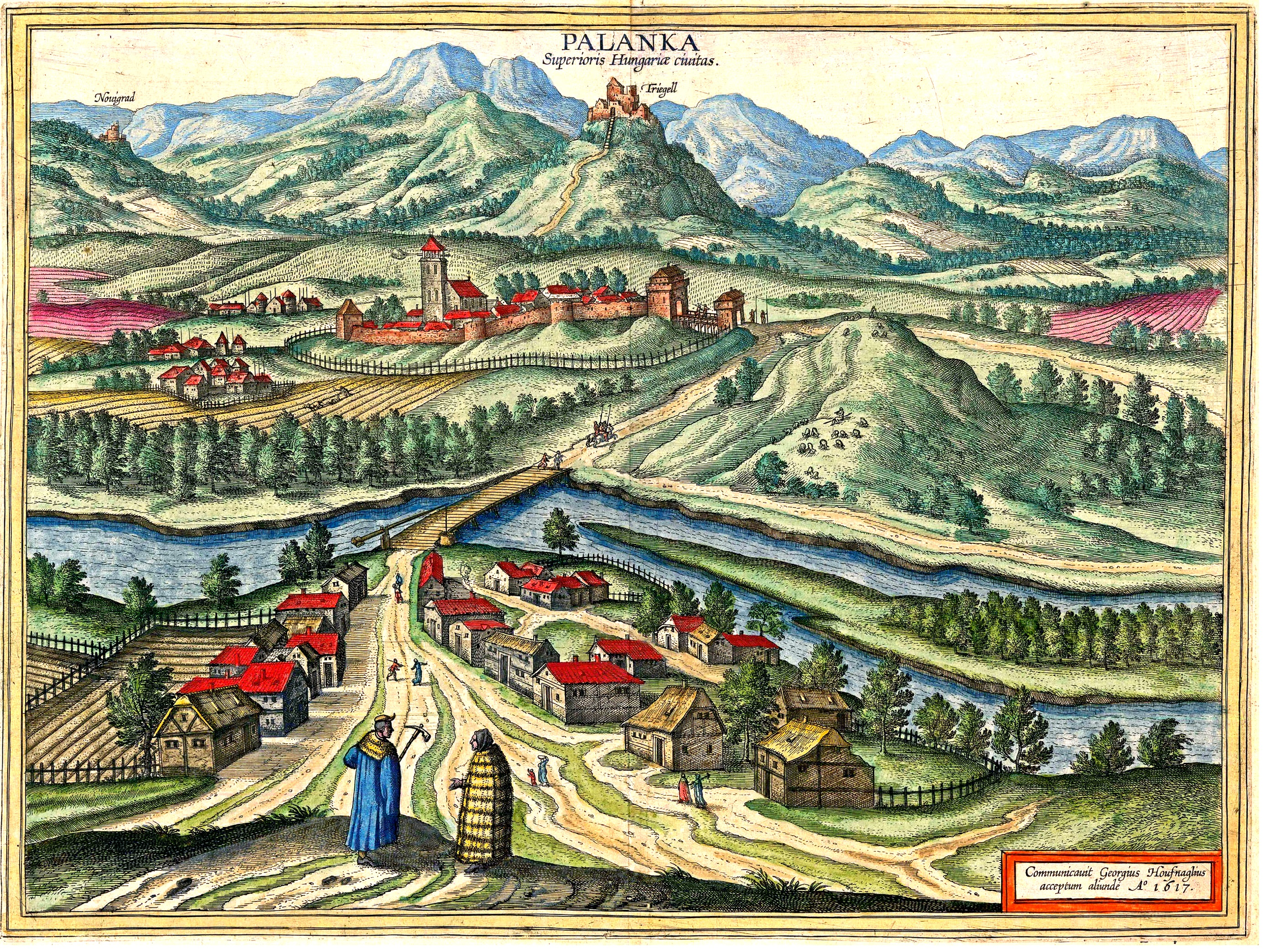
Drégely és Palánk (1617)
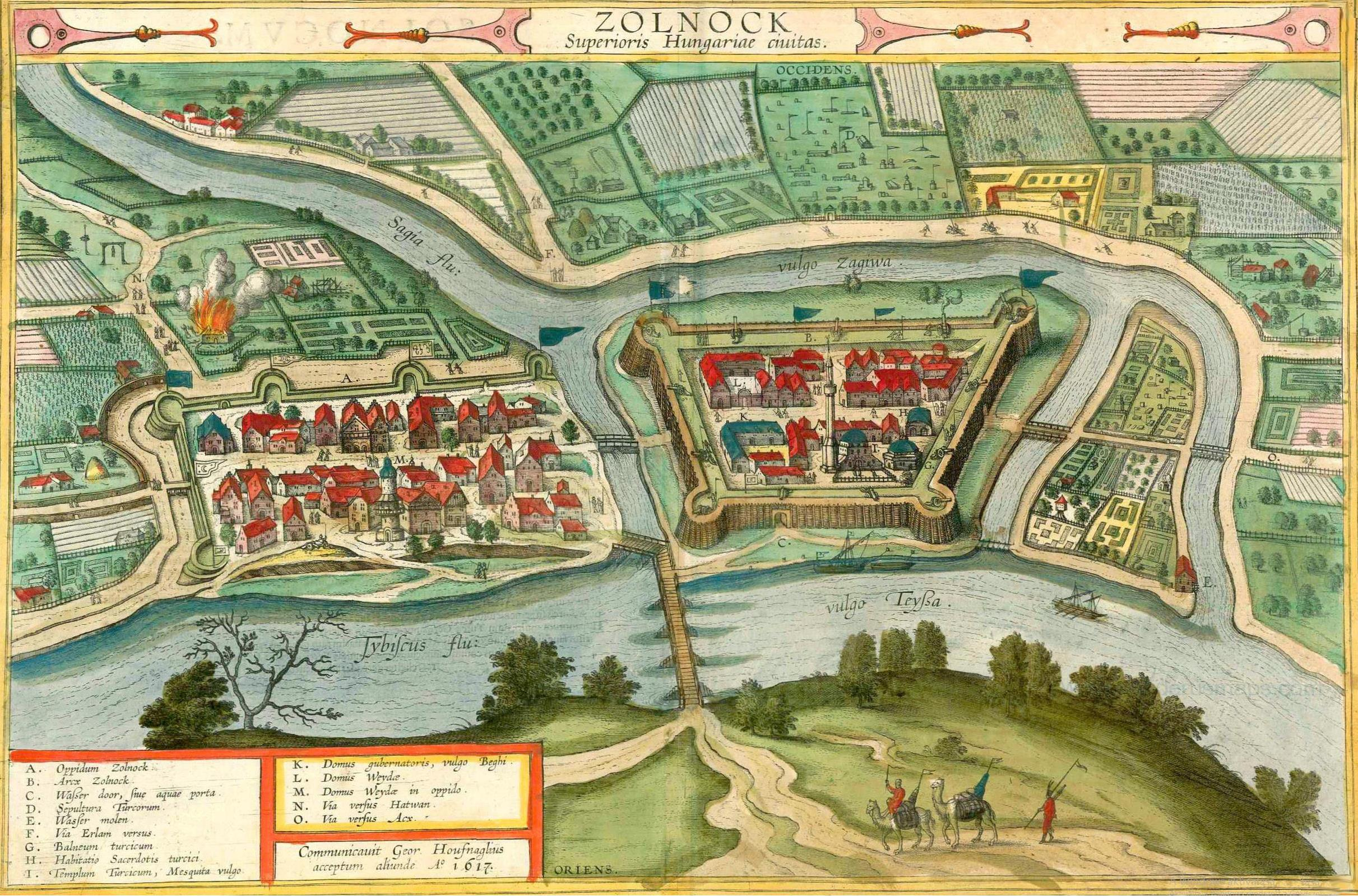
Szolnok (1617)
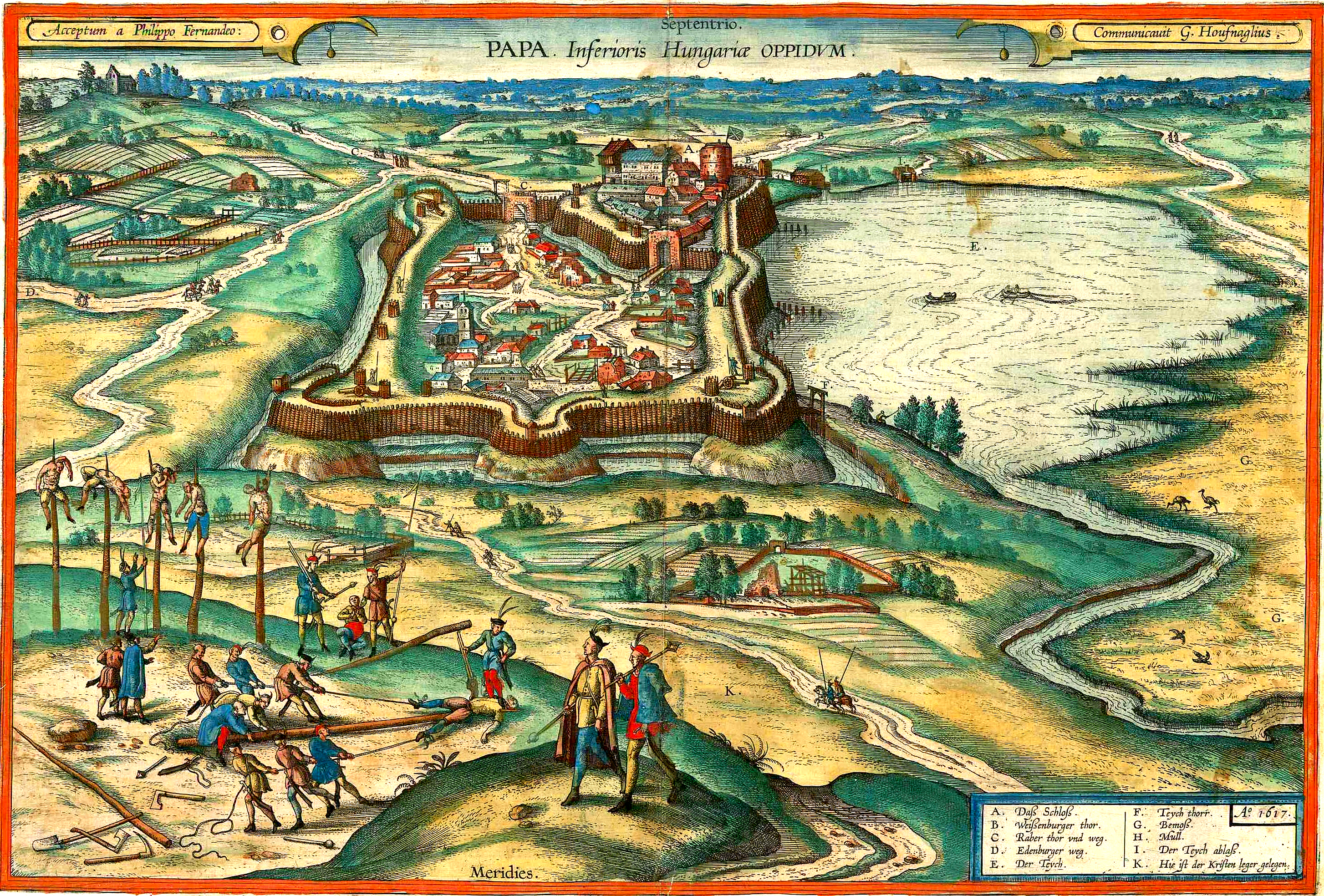
Pápa (1617)